# Pierre Rode
Jacques Pierre Joseph Rode, detto Pierre (Bordeaux, 16 febbraio 1774 – Damazan, 25 novembre 1830), è stato un violinista e compositore francese.

## Biografia
Iniziò lo studio del violino a Bourdeaux con Fauvel l'Ainé; nel 1787 si stabilì a Parigi, dove fu allievo di Giovanni Battista Viotti: egli lo trovò così talentuoso da non fargli pagare le lezioni ricevute. Nel 1790 lo fece debuttare al Theatre de Monsieur. Da allora fu attivo come violinista nelle orchestre di vari teatri.
Nel 1795 fu nominato professore di violino al Conservatorio. Nel 1796 partì per una lunga tournée, in cui mieté successi nei Paesi Bassi, ad Amburgo e a Berlino. In Inghilterra invece fu accolto freddamente. Nel 1798,per intrighi politici mai chiariti, fu allontanato dall'Inghilterra insieme al suo maestro Viotti. Dopo questo fatto riprese le proprie mansioni al Conservatorio di Parigi.
Durante una tournée in Spagna nel 1799 conobbe Luigi Boccherini, che fece una nuova orchestrazione al suo Concerto n. 6. Nel 1800 fu nominato violinista della cappella privata di Napoleone Bonaparte. Dal 1803 al 1808 lo troviamo a Pietroburgo e a Mosca come violinista dello zar.
Nel 1814 si sposò trasferendosi a Berlino, dove compose i suoi famosi 24 capricci. Rimase nella città tedesca per 5 anni, e nel 1818 eseguì in un concerto privato (accompagnato al pianoforte dall'arciduca Rodolfo) la celebre sonata op. 96 di Beethoven a lui dedicata.
Nel 1819 tornò in Francia. La sua ultima esibizione avvenne a Parigi, ma l'insuccesso ottenuto lo amareggiò e ne affrettò la fine, avvenuta nello Chàteau de Bourdon (vicino a Damazan, nel dipartimento del Lot e Garonna).

## Composizioni
- 13 concerti per violino e orchestra
- Trio per archi
- Air varié op. 9 - 10 - 12
- Thème varié n. 4 - 5 - 6
- Cavatine et Rondeau
- Introduzione e variazioni brillanti
- Quartetti brillanti op. 11 - 12 - 14 - 16 -18 - 24 - 28
- 24 duetti per due violini
- 4 romanze per voce
- Petit air italien

## Opere Didattiche
- 24 capricci per violino solo in forma di studio
- Metodo per violino Baillot, Rode, Kreutzer
- 12 studi per violino